# Emma Bull

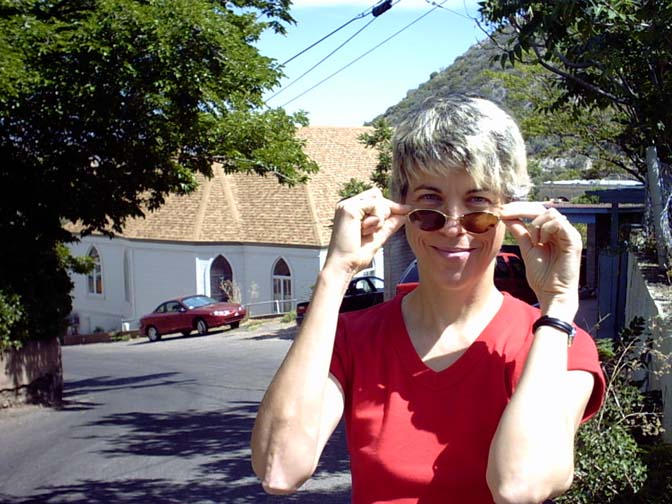
Emma Bull (2007)

Emma Bull (geboren am 13. Dezember 1954 in Torrance, Kalifornien) ist eine amerikanische Autorin von Science-Fiction und Fantasy. Sie ist verheiratet mit dem Schriftsteller Will Shetterly.

## Leben

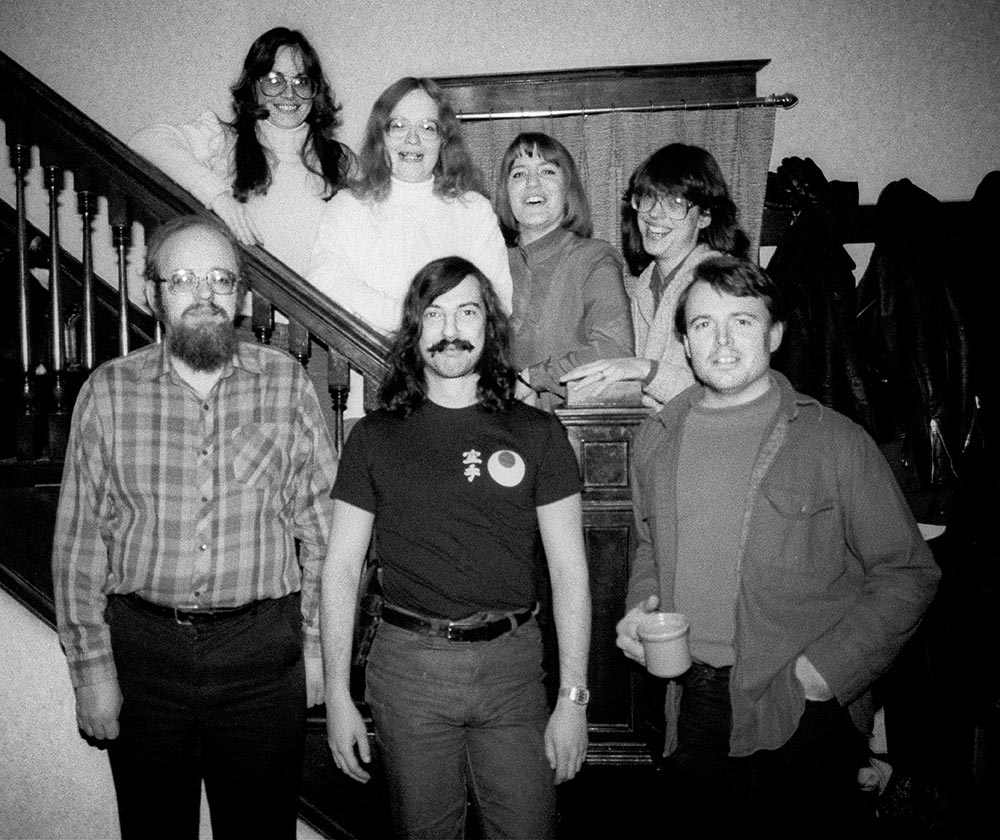
The Scribblies (1985)

Bull studierte englische Literatur am Beloit College in Wisconsin. Nach ihrem Abschluss arbeitete sie in Minneapolis, dem Schauplatz ihres 1987 erschienenen Erstlingsromans War for the Oaks, in dem die Stadt zum Schauplatz eines Krieges zwischen lichten und dunklen Mächten des Feenreiches wird. Die Protagonistin Eddi McCandry ist Sängerin einer Rockband, die von einem Phuka, einem Gestaltwandler der keltischen Mythologie, angeworben wird, in dieser Auseinandersetzung auf der Seite der Sidhe zu kämpfen. In dieser Zeit war Bull Gitarristin und Sängerin des Goth-Folk-Duos Flash Girls und Mitglied der Band Cats Laughing. Zusammen mit Will Shetterly war sie Mitglied der im Januar 1980 in Minneapolis gegründeten Schriftstellergruppe The Scribblies aka Interstate Writers’ Workshop, zu der neben Bull und Shetterly auch Nate Bucklin, Steven Brust, Kara Dalkey, Pamela Dean und Patricia C. Wrede gehörten.
Bull und Shetterly gaben in den 1980er Jahren auch eine Reihe von fünf Anthologien mit Erzählungen aus der Liavek-Welt heraus. Liavek ist ein geteiltes, fiktives Universum an dem neben Bull, Shetterley und Autoren der Scribblies sich eine Reihe bekannter Autoren beteiligten, darunter Kara Dalkey, Charles de Lint, Bradley Denton, John M. Ford, Gregory Frost, Nancy Kress, Megan Lindholm, Barry B. Longyear, Alan Moore, Charles R. Saunders, Walter Jon Williams, Gene Wolfe und Jane Yolen. Nach Minneapolis lebte Bull in Kalifornien und in Bisbee, Arizona.
Ihre erste professionelle Veröffentlichung war 1984 die Erzählung The Rending Dark in der von Marion Zimmer Bradley herausgegebenen Anthologie Sword and Sorceress. 1986 erschien dann der Urban-Fantasy-Erstling War for the Oaks, gefolgt von dem Science-Fiction-Roman Falcon (1989). Ihr dritter Roman Bone Dance: A Fantasy for Technophiles (1991), in der es um die Suche nach einer mächtigen alten Waffe in einem postapokalyptischen Minneapolis geht, wurde für Hugo Award, Nebula Award, World Fantasy Award und den Philip K. Dick Award nominiert.
Zusammen mit Elizabeth Bear, Sarah Monette, Will Shetterly und Amanda Downum ist Bull maßgeblich an Shadow Unit beteiligt, einem kollaborativen Web-Literaturprojekt, das als Serie mit mehreren Staffeln organisiert ist und dessen Online-Teile durch „DVD-Extras“ ergänzt werden. Weitere Autoren der Webserie sind Holly Black and Leah Bobet.
Bull war Dozentin des Clarion West Writers’ Workshop für angehende Science-Fiction-Autoren, des Pima Writers’ Workshop und weiterer Workshops.
Sie lebt zusammen mit ihrem Mann in Tucson, Arizona.

## Auszeichnungen
Der Roman War for the Oaks gewann 1988 den Locus Award in der Kategorie „First Novel“ und war für Compton Crook/Stephen Tall Memorial Award, Geffen-Preis, Mythopoeic Award und den William L. Crawford Fantasy Award nominiert.
Bone Dance war 1992 für Hugo Award, Nebula Award und World Fantasy Award nominiert. Beim Philip K. Dick Award im gleichen Jahr wurde der Roman auszeichnend erwähnt (special citation).

## Bibliografie
Chronicles of the Borderlands

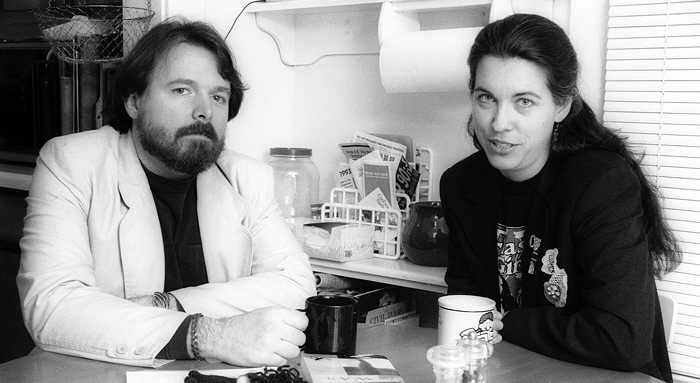
Emma Bull mit Will Shetterly 1994

- Danceland (1986, in: Terri Windling und Mark Alan Arnold (Hrsg.): Bordertown; mit Will Shetterly)
- For it All (1991, in: Terri Windling (Hrsg.): Life on the Border)
- Danceland Blood (1994, in: Emma Bull und Will Shetterly: Double Feature; mit Will Shetterly)
- Finder (Roman, 1994)
- Incunabulum (2011, in: Holly Black und Ellen Kushner (Hrsg.): Welcome to Bordertown)

Romane
- Falcon (1985)
- War for the Oaks (1987; mit Will Shetterly; Drehbuch als: War for the Oaks: The Screenplay, 2004)
- Bone Dance (1991)
- The Princess and the Lord of Night (1994)
- Freedom & Necessity (1997; mit Steven Brust)
- Freedom and Necessity (1997; mit Steven Brust)
- Nightspeeder: The Screenplay (2004; mit Will Shetterly)
- Territory (2007)

Sammlungen
- Double Feature (1994; mit Will Shetterly)
- And Other Stories (2012; mit Will Shetterly)

Kurzgeschichten
- The Rending Dark (1984, in: Marion Zimmer Bradley (Hrsg.): Sword and Sorceress)
  - Deutsch: Zerreißendes Dunkel. Übersetzt von Günter Panske. In: Marion Zimmer Bradley (Hrsg.): Schwertschwester. Fischer Phantast. Bibliothek #2701, 1986, ISBN 3-596-22701-1.
- Badu’s Luck (1985, in: Emma Bull und Will Shetterly: Liavek)
- The Well-Made Plan (1986, in: Emma Bull und Will Shetterly: Liavek: The Players of Luck)
- A Handbook for the Apprentice Magician (1987, in: Emma Bull und Will Shetterly: Liavek: Wizard’s Row; mit Will Shetterly)
- A Bird That Whistles (1989, in: Diana Wynne Jones (Hrsg.): Hidden Turnings)
- Silver or Gold (1992, in: Martin H. Greenberg (Hrsg.): After the King: Stories in Honor of J. R. R. Tolkien)
  - Deutsch: Silber oder Gold. Übersetzt von Beate Stefer. In: Martin H. Greenberg (Hrsg.): Die Erben des Rings: J. R. R. Tolkien zu Ehren. Bastei Lübbe, 1999, ISBN 3-404-13803-1.
- The Princess and the Lord of Night (1994, illustriertes Kinderbuch)
- The Stepsister’s Story (1995)
- Joshua Tree (2002, in: Ellen Datlow und Terri Windling (Hrsg.): The Green Man: Tales from the Mythic Forest)
- The Black Fox (Comic-Adaption mit Charles Vess, 2003, in: Sharyn November (Hrsg.): Firebirds: An Anthology of Original Fantasy and Science Fiction)
- De La Tierra (2004, in: Terri Windling und Ellen Datlow (Hrsg.): The Faery Reel: Tales from the Twilight Realm)
- What Used to Be Good Still Is (2006, in: Sharyn November (Hrsg.): Firebirds Rising: An Anthology of Original Science Fiction and Fantasy)
- Cuckoo (2009, mit Elizabeth Bear und Leah Bobet)
- Nine Oracles (2011, in: Jonathan Strahan (Hrsg.): Eclipse Four: New Science Fiction and Fantasy)
- The Last of John Ringo (2012, in: Will Shetterly (Hrsg.) und Emma Bull: And Other Stories)
- Man of Action (2012, in: Will Shetterly (Hrsg.) und Emma Bull: And Other Stories)

Anthologien
Liavek (Anthologienserie, mit Will Shetterly):
- 1 Liavek (1985)
- 2 The Players of Luck (1986)
- 3 Wizard's Row (1987)
- 4 Spells of Binding (1988)
- 5 Festival Week (1990)

Neuauflage als E-Book unter den Titeln Liavek 1 bis Liavek 8 2015–2017.
Shadow Unit (Anthologienserie, Elizabeth Bear)
- 1 Shadow Unit 1 (2011)
- 2 Shadow Unit 2 (2011)
- 3 Shadow Unit 3 (2011)
- 4 Shadow Unit 4 (2011)
- 5 Shadow Unit 5 (2011)
- 6 Shadow Unit 6 (2011)
- 7 Shadow Unit 7 (2011)
- 8 Shadow Unit 8 (2011)
- 9 Shadow Unit 9 (2011)
- 10 Shadow Unit 10 (2011)
- 11 Shadow Unit 11 (2012)
- 12 Shadow Unit 12 (2012)
- 13 Shadow Unit 13 (2013)
- 14 Shadow Unit 14 (2014)
- 15 Shadow Unit 15 (2014)